# 펜난티아속
펜난티아속(Pennantia)은 펜난티아과(Pennantiaceae)의 유일속이다. 예전 분류에서는 이카키나과로 분류했었다. 대부분의 학자들은 Pennantia baylisiana와 Pennantia endlicheri를 별도의 종으로 인정하느냐에 따라 3종 또는 4종으로 분류한다. 매벌리(Mabberley)는 그러나 단지 2종만을 인정한다. 펜난티아속의 원산지는 뉴질랜드, 노퍽섬 그리고 오스트레일리아 북동부이다.

## 종
2002년 가드너(Gardner)와 랑게(de Lange)는 다음과 같이 4종을 인정했다.
- Pennantia baylisiana (W. Oliver) Baylis
- Pennantia corymbosa
- Pennantia cunninghamii, 오스트레일리아 (뉴사우스웨일스 및 퀸즐랜드)
- Pennantia endlicheri